# В трезвучиях баллад…
«В трезву́чиях балла́д…» — четвёртый DVD группы «Эпидемия», издан 2 мая 2012 года на лейбле «Никитин», запись проходила в Москве в клубе «Точка» 29 мая 2011 года.

## Отзывы критиков
(<…>) При этом перепевки двух десятков их композиций не оказались банальным дворовым бренчанием под гитару новые аранжировки здесь звучат весьма профессионально, интересно, а местами и неожиданно. Правда, временами «олдовые» фэны Эпидемии могут просто не понять задумки группы и обвинить своих кумиров в опопсении, старении и прочих смертных грехах. Тем не менее, этот концерт оказался достаточно интересным экспериментом, вполне имеющим право на жизнь и место в вашей коллекции...— Рецензия из журнала «DarkCity»

## Список композиций
| №   | Название                               | Текст песни      | Музыка      | Длительность |
| --- | -------------------------------------- | ---------------- | ----------- | ------------ |
| 1.  | «Интро»                                |                  | И. Мамонтов | 2:14         |
| 2.  | «Снова быть с тобой»                   | Ю. Мелисов       | Ю. Мелисов  | 4:27         |
| 3.  | «Феникс»                               | Ю. Мелисов       | Ю. Мелисов  | 2:44         |
| 4.  | «Жизнь в сумерках»                     | Ю. Мелисов       | Ю. Мелисов  | 4:23         |
| 5.  | «Я молился на тебя» (только на DVD)    | Ю. Мелисов       | Ю. Мелисов  | 4:47         |
| 6.  | «Золотые драконы»                      | инструментальная | Ю. Мелисов  | 1:35         |
| 7.  | «Час испытания»                        | Ю. Мелисов       | Ю. Мелисов  | 4:50         |
| 8.  | «Пройди свой путь»                     | Ю. Мелисов       | Ю. Мелисов  | 4:25         |
| 9.  | «Страна забвения»                      | Ю. Мелисов       | Ю. Мелисов  | 3:39         |
| 10. | «Время выбора»                         | Ю. Мелисов       | Д. Иванов   | 3:48         |
| 11. | «Вечный воитель»                       | Ю. Мелисов       | Ю. Мелисов  | 3:46         |
| 12. | «Вернись» (только на DVD)              | Ю. Мелисов       | Ю. Мелисов  | 5:16         |
| 13. | «Charmed by eyelashes» (только на DVD) | Ю. Мелисов       | Ю. Мелисов  | 4:08         |
| 14. | «В неведомой стране» (только на DVD)   | Р. Захаров       | Р. Захаров  | 4:45         |
| 15. | «Звон монет»                           | Ю. Мелисов       | Ю. Мелисов  | 3:00         |
| 16. | «Взошла луна»                          | Ю. Мелисов       | Ю. Мелисов  | 5:26         |
| 17. | «Всадник из льда»                      | Ю. Мелисов       | Ю. Мелисов  | 5:07         |
| 18. | «Исповедь первого бога»                | Ю. Мелисов       | Ю. Мелисов  | 4:17         |
| 19. | «Хождение за три моря»                 | Р. Захаров       | Р. Захаров  | 5:45         |
| 20. | «Прощай, мой дом» (только на DVD)      | Ю. Мелисов       | Ю. Мелисов  | 4:37         |

## Участники записи

### Группа «Эпидемия»
- Евгений Егоров — вокал
- Юрий Мелисов — акустическая соло-гитара
- Дмитрий Процко — гитара
- Илья Мамонтов — акустическая гитара, бас-гитара
- Дмитрий Иванов — клавишные
- Дмитрий Кривенков — ударные

### Приглашённые музыканты
- Максим Самосват — вокал (10, 11)
- Иван Изотов — бас-гитара
- Роман Захаров — гитара (14, 19)

### Обслуживающий персонал
- Техник — Дмитрий Попов
- FOH-звукорежиссёр — Артём Токманов
- Сведение и мастеринг — Slavic Selin (TakeAwayStudio)
- Режиссёр съёмок — Александр Прохорушкин
- Режиссёры монтажа — Юлия Тюрина, Юрий Мелисов
- Режиссёры монтажа — Юлия Тюрина, Юрий Мелисов
- Авторинг DVD — Юлия Тюрина
- Фотограф — Алекс Верпека-Буневич
- Художник — Ирина Дроздова
- Оформление и дизайн — Мария Григорьева (www.maidesign.ru)
- Организация концерта и съёмок — Компания JC-Sound, Андрей Максимкин, Игорь Поляков, Александр Потёмкин